# Majkuppen i Polen 1926
Majkuppen i Polen 1926 (polska: Przewrót majowy eller zamach majowy) var en statskupp som genomfördes i Polen av marskalk Józef Piłsudski mellan 12 och 14 maj 1926. Genom kuppen avsattes president Stanisław Wojciechowski och premiärminister Wincenty Witos. En ny regering inrättades, ledd av Lwóws tekniska högskolas professor Kazimierz Bartel, och med stöd av den politiska Sanacja-rörelsen. 
Piłsudski erbjöds att bli president, men takade nej till förmån för Ignacy Mościcki. Piłsudski förblev dock den viktigaste politiska ledaren i Polen, med sin så kallade "makt bakom tronen" fram till sin död 1935.